# Aureus

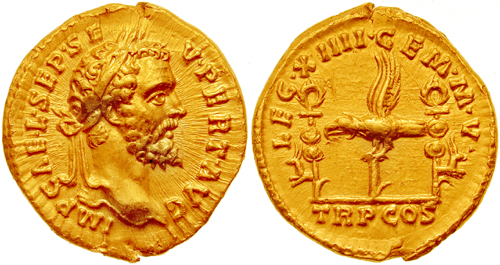
Aureus utgivet år 193 av Septimius Severus

Aureus (egentligen aureus denarius) är ett romerskt guldmynt.
Guldmynt präglades under den romerska republiken endast i undantagsfall, framför allt av segrande fältherrar som Sulla och Pompejus. Först Julius Caesar införde guldet som regelmässig myntmetall. De guldmynt han slog vägde 1/40 libra (8 gram). Under den efterföljande tiden sjönk guldmyntens vikt, Nero stabiliserade den till 1/45 libra (7,3 gram). Från och med Marcus Aurelius blev guldmynten allt mer sällsynta. Från omkring 200 e. Kr. varierar vikten så mycket att guldmynt måste ha haft olika värde. Under 200-talet blev guldmynten gåvopenningar och de fungerade inte längre efter en given kurs. Kejsarna Aurelianus och Diocletianus försökte återinföra den regelrätta guldmyntningen, men först Konstantin den store lyckades på nytt införa ett stabilt värderat guldmynt, solidus.
Gåvomynten från 200-talet e. Kr. kallas ibland aureus, även om de inte gjorde det i samtiden och inte heller värderades som sådana. Däremot användes ibland aureus under antiken som beteckning för solidus. Vissa germanfolk har kallat den romerska solidus för aureus och 1/3 solidus för solidus.
Guldmyntet aureus har namngett den nordiska valutaenheten öre.